# Топорищенська сільська рада
Топорищенська сільська рада — колишня адміністративно-територіальна одиниця та орган місцевого самоврядування у Фасівському, Хорошівському (Володарському, Володарсько-Волинському) і Черняхівському районах Коростенської і Волинської округ, Київської й Житомирської областей Української РСР та України з адміністративним центром у с. Топорище.

## Населені пункти
Сільській раді були підпорядковані населені пункти:
- с. Топорище
- с. Галинівка
- с. Комарівка
- с. Копанівка
- с. Копелянка
- с. Коритище
- с. Лизник
- с. Олішівка
- с-ще Червоногранітне

## Населення
Кількість населення ради станом на 1923 рік становила 2 996 осіб, кількість дворів — 513.
Відповідно до результатів перепису населення СРСР, кількість населення ради станом на 12 січня 1989 року становила 2 327 осіб.
Станом на 5 грудня 2001 року, відповідно до перепису населення України, кількість мешканців сільської ради становила 2 049 осіб.

## Склад ради
Рада складалася з 16 депутатів та голови.

### Керівний склад сільської ради
| ПІБ                       | Основні відомості                                                              | Дата обрання | Дата звільнення |
| ------------------------- | ------------------------------------------------------------------------------ | ------------ | --------------- |
| Зубрицька Ліна Григорівна | Сільський голова , 1960 року народження, освіта, позапартійна                  | 26.03.2006   | 31.10.2010      |
| Зубрицька Ліна Григорівна | Сільський голова , 1960 року народження, освіта середня загальна, позапартійна | 31.10.2010   |                 |

Примітка: таблиця складена за даними джерела

## Історія
Створена 1923 року в складі сіл Копелянка, Коротище, Топорище та колоній Топорище, Топорищенська Рудня Фасівської волості Житомирського повіту Волинської губернії. 24 серпня 1923 року, відповідно до рішення Волинської ГАТК (протокол № 4 «Про зміни границь в межах округів, районів і сільрад»), підпорядковано кол. Геленівка (Голіновка) Браженської сільської ради Фасівського району; с. Коротища (Коритище) та кол. Копелянка і Топорище передані до складу новоутвореної Коритищської сільської ради Фасівського району. 30 жовтня 1923 року, відповідно до рішення Волинської ГАТК (протокол № 11/6 «Про виділення та організацію національних сільрад»), кол. Голіновка (Галинівка) підпорядковано Фасівській сільській раді Фасівського району. На 1 жовтня 1941 року кол. Топорищенська Рудня не перебувала на обліку населених пунктів.
Станом на 1 вересня 1946 року сільська рада входила до складу Володарсько-Волинського району Житомирської області, на обліку в раді перебувало с. Топорище.
11 серпня 1954 року, відповідно до указу Президії Верховної ради Української РСР «Про укрупнення сільських рад по Житомирській області», підпорядковано села Комарівка, Копелянка, Коритище та Лизник ліквідованої Коритищенської сільської ради Володарсько-Волинського району. 2 вересня 1954 року, відповідно до рішення Житомирського облвиконкому № 1087 «Про перечислення населених пунктів в межах районів Житомирської області», до складу ради включено с. Олішівка Небізької сільської ради Володарськ-Волинського району, с. Лизник передане до складу тієї ж сільської ради. 5 березня 1959 року, відповідно до рішення Житомирського облвиконкому № 161 «Про ліквідацію та зміну адміністративно-територіального поділу окремих рад області», підпорядковано села Галинівка, Копань (Копанівка) Кам'янобрідської сільської ради та с. Лизник Небізької сільської ради Володарсько-Волинського району. 5 серпня 1960 року, відповідно до рішення Житомирського облвиконкому № 830 «Про віднесення деяких населених пунктів Володарсько-Волинського і Малинського районів до категорії робітничих селищ», взято на облік робітниче селище Червоногранітне. 7 січня 1963 року, відповідно до рішення Житомирського облвиконкому № 2 «Про зміну адміністративної підпорядкованості окремих сільських рад і населених пунктів», сел. Червоногранітне передане до складу Володарсько-Волинської селищної ради Черняхівського району. 27 січня 1965 року, відповідно до рішення Житомирського облвиконкому № 39 «Про зміни в адміністративному підпорядкуванні деяких населених пунктів області», підпорядковано с-ще Червоногранітне Володарсько-Волинської селищної ради Черняхівського району.
На 1 січня 1972 року сільська рада входила до складу Володарсько-Волинського району Житомирської області, на обліку в раді перебували села Галинівка, Комарівка, Копанівка, Копелянка, Коритище, Лизник, Топорище та с-ще Червоногранітне.
Виключена з облікових даних 17 липня 2020 року. Територію та населені пункти ради, відповідно до розпорядження Кабінету Міністрів України № 711-р від 12 червня 2020 року «Про визначення адміністративних центрів та затвердження територій територіальних громад Житомирської області», включено до складу Хорошівської селищної територіальної громади Житомирського району Житомирської області.
Входила до складу Фасівського (7.03.1923 р.), Хорошівського (Володарського, Володарсько-Волинського, 23.09.1925 р., 8.12.1966 р.) та Черняхівського (30.12.1962 р.) районів.